# Càmera tèrmica

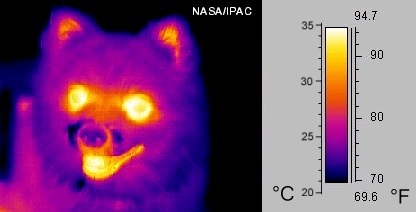
Imatge d'un Pomerània fotografiat en llum infraroja ("tèrmic") (fals-color)

Una càmera tèrmica (també anomenada càmera infraroja o termografia infraroja) és un dispositiu que forma una imatge de zones de calor que utilitza radiació infraroja, similar a una càmera comuna que forma una imatge que utilitza llum visible. En comptes de la gamma de 400–700 nanòmetres en els que operen les càmeres de llum visible, les càmeres infraroges operen en longituds d'ona de fins a 14,000 nanòmetres (14 µm). El seu ús és anomenat termografia.

## Història

### Descobriment i recerca de la radiació infraroja
L'infraroig fou descobert l'any 1800 per Senyor William Herschel com a forma de radiació més enllà de la llum vermella. Aquests "rajos infrarojos" (infra és el prefix llatí per "a sota") foren utilitzats principalment per a la mesura tèrmica. Existeixen quatre lleis bàsiques de radiació IR: la llei de Kirchhoff de radiació tèrmica, la llei de Stefan-Boltzmann, la llei de Planck, i la llei de Wien. El desenvolupament de detectors era principalment enfocat en l'ús de termòmetres i bolòmetres fins a la Primera Guerra Mundial. Un pas significatiu en el desenvolupament de detectors va ocórrer l'any 1829, quan Leopoldo Nobili, utilitzant l'efecte Seebeck, va crear el primer termoparell del que se'n té constància, fabricant així un termòmetre millorat, la termopila. Nobili va descriure aquest instrument a Macedonio Melloni, un físic italià En els inicis, ells dos van desenvolupar conjuntament un instrument molt millorat. Subsegüentment, Melloni va treballar sol, desenvolupant un instrument l'any 1833 (una termopila força avançada) que podia detectar una persona a 10 metres de distància. El següent pas significatiu en la millora dels detectors fou el bolòmetre, inventat l'any 1880 per Samuel Pierpont Langley. Langley I el seu ajudant Charles Greeley continuaren fent millores en aquest instrument. Vers l'any 1901, l'instrument tenia la capacitat de detectar la radiació d'una vaca a 400 metres de distància, i era sensible a diferències de temperatura de cent milers d'un grau Celsius.
La primera aplicació avançada de tecnologia IR en l'àmbit civil podria haver estat un dispositiu patentat l'any 1913 i emprat per a detectar la presència d'icebergs i vaixells de vapor utilitzant un mirall i una termopila. Aquest sistema va quedar obsolet aviat amb l'arribada del primer detector IR d'icebergs, patentat l'any 1914 per R.D. Parker, el qual no utilitzava termopiles. Anys més tard, G. A. Barker proposà utilitzar el sistema IR per detectar incendis forestals l'any 1934. La tècnica no va ser veritablement industrialitzada fins que no fou emprada en l'anàlisi de l'escalfor uniforme en tires d'acer calent en l'any 1935.

### La primera càmera tèrmica
En l'any 1929, el físic hongarès Kálmán Tihanyi inventà la càmera electrònica de televisió sensible a l'infraroig (o visió nocturna) per a la defensa antiaèria de Gran Bretanya. Les primeres càmeres tèrmiques desenvolupades foren escànners de línia infrarojos. Foren creades pels militars dels EUA i de Texas Instruments l'any 1947, i necessitaven una hora per a produir una sola imatge.
El primer sistema infraroig d'escaneig de línia era el britànic Yellow Duckling, de mitjans del segle xx. Aquest utilitzava un mirall contínuament rotant i un detector, amb un eix Y d'escombratge pel moviment de l'aeronau. Tot i que no va triomfar en la seva pretensió d'aplicació en submarins.
Aquest treball fou també desenvolupat en el Royal Signals and Radar Establishment, en el Regne Unit, quan van descobrir que el tel·lurur de cadmi i mercuri podia ser utilitzat com un conductor que requeria molt menys fred. Honeywell també va desenvolupar als Estats Units unes matrius de detectors que es podien refredar a temperatura inferior, però que escanejaven mecànicament. Aquest mètode tenia diversos inconvenients que podien ser solucionats mitjançant un sistema d'escaneig electrònic. L'any 1969 Michael Francis Tompsett, a la Companyia Anglesa de la Vàlvula Elèctrica situada en el Regne Unit, hi va patentar una càmera que escanejava piro-electrònicament, la qual va assolir un alt nivell de rendiment després de diversos avenços al llarg de la dècada de 1970. Tompsett també va proposar una idea per a les matrius d'imatge tèrmica d'estat sòlid, que eventualment van portar a dispositius moderns d'imatges híbrides d'un sol cristal·lí.

### Sensors intel·ligents
Una de les àrees de desenvolupament més importants per als sistemes de seguretat era la capacitat d'avaluar de forma intel·ligent un senyal, així com l'advertència sobre la presència d'una amenaça. Sota el foment de la Iniciativa de Defensa Estratègica dels Estats Units, van començar a aparèixer "sensors intel·ligents". Són sensors que podien integrar la detecció, l'extracció del senyal, el processament i la comprensió.Hi ha dos tipus principals de sensors intel·ligents. Un, similar al que s'anomena "xip de visió" quan s'utilitza en el rang visible, permet el pre-processament mitjançant tècniques de detecció intel·ligent a causa de l'augment del creixement de la microcircuiteria integrada. L'altra tecnologia està més orientada a un ús específic i compleix el seu objectiu de pre-processament a través del seu disseny i estructura.
Cap a finals dels anys noranta, l'ús de l'infraroig va tendir cada vegada més cap a l'ús civil. Hi va haver una disminució dramàtica dels costos de les matrius sense coure, que juntament amb el gran augment dels desenvolupaments van conduir a un mercat de doble ús entre civils i militars. Aquests usos inclouen el control mediambiental, l'anàlisi d'edificis i/o art, el diagnòstic funcional mèdic i sistemes d'autoajuda i de prevenció de col·lisions.

## Teoria de l'operació

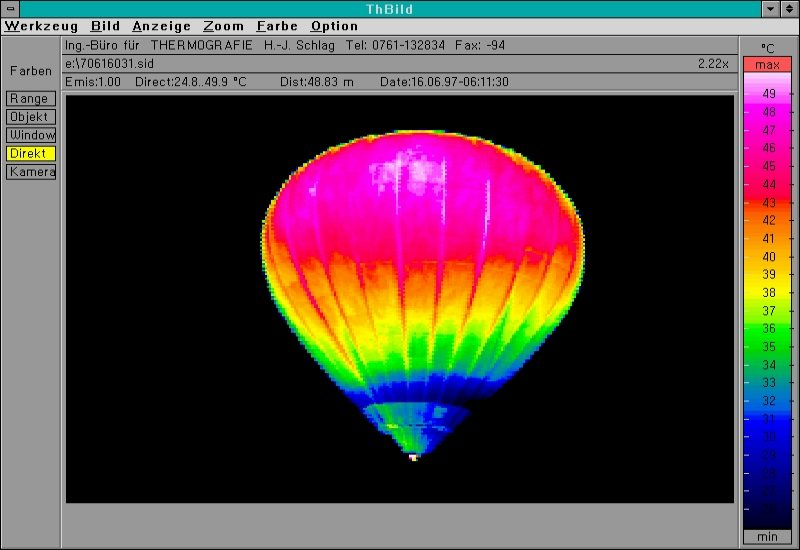
Imatge tèrmica que mostra la variació de la temperatura en un globus d'aire calent.

L'energia infraroja és només una part de l'espectre electromagnètic, que engloba la radiació de raigs gamma, raigs X, ultra violeta, una regió prima de la llum visible, infrarojos, ones de terahertz (o raigs T), microones i ones de
ràdio. Tots aquests conceptes estan relacionats i diferenciats en la longitud de la seva ona (longitud d'ona). Tots els objectes emeten una certa quantitat de radiació del cos negre en funció de la seva temperatura.
En termes generals, com més alta sigui la temperatura d'un objecte, més radiació infrarroja s'emet com a radiació del cos negre. Una càmera especial pot detectar aquesta radiació d'una manera similar a la manera com una càmera ordinària detecta la llum visible. Funciona fins i tot en la foscor total, ja que el nivell de llum ambiental no hi guarda cap relació. Això fa que sigui útil per a operacions de rescat en edificis plens de fum i sota terra.
Una diferència important amb les càmeres òptiques és que les lents de focus no es poden fer de vidre, ja que el vidre bloqueja la llum infraroja d'ona llarga. S'han d'utilitzar materials especials com ara cristalls de germani o safir. Les lents de germani també són força fràgils, així que sovint tenen un recobriment dur per protegir-se. El major cost d'aquestes lents especials és un dels motius pels quals les càmeres tèrmiques són, en general, força costoses.

## En ús

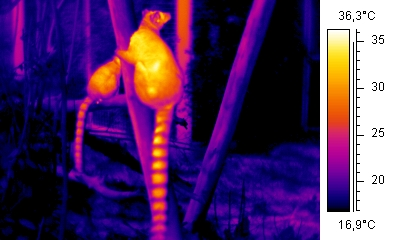
Imatge tèrmica d'un lèmur de cua anellada.

Les imatges de càmeres infraroges solen ser monocromàtiques perquè les càmeres generalment utilitzen un sensor d'imatge que no distingeix les diferents longituds d'ona de la radiació infraroja. Els sensors d'imatge en color requereixen una construcció complexa per tal de diferenciar longituds d'ona, i el color té menys significats fora de l'espectre visible normal, ja que les diferents longituds d'ona no es classifiquen uniformement en el sistema de visió de color que utilitzen els humans.
De vegades, aquestes imatges monocromàtiques es mostren en pseudo-color, on s'utilitzen canvis de color en lloc de canvis d'intensitat per mostrar els canvis en el senyal. Aquesta tècnica, anomenada tall de densitat, és útil perquè, tot i que els humans tenen un rang dinàmic molt més gran en la detecció d'intensitat que el color en general, la capacitat de veure diferències d'intensitat fina en zones brillants és bastant limitada.
Per al seu ús en mesurament de la temperatura, les parts més brillants (més càlides) de la imatge són acolorides de color blanc, les temperatures intermèdies, en colors que oscil·len entre el vermell i el groc, i les parts més fosques (més fredes), en color negre. Una escala s'hauria de mostrar al costat d'una imatge de color fals per relacionar els colors amb les temperatures i així ajudar en la comprensió de la imatge. La seva resolució és considerablement inferior a la de les càmeres òptiques, sent majoritàriament de només 160 x 120 o 320 x 240 píxels, encara que les càmeres més cares poden aconseguir una resolució de 1280 x 1024 píxels. Les càmeres tèrmiques són molt més costoses que els seus homòlegs d'espectre visible, tot i que les càmeres tèrmiques complementàries de baix rendiment per a telèfons intel·ligents van estar disponibles per a centenars de dòlars l'any 2014. Els models de gamma alta són sovint considerats com de doble ús i la seva exportació està restringida, particularment si la resolució és de 640 x 480 o superior, tret que la taxa de refresc sigui de 9 Hz o inferior. L'exportació de càmeres tèrmiques està regulada pel Reglament Internacional sobre el Tràfic d'Armes.
En els detectors sense coure, les diferències de temperatura en els píxels del sensor són minuts; una diferència de 1 ° C a l'escena representa només una diferència de 0,03 ° C en el sensor. El temps de resposta del píxel també és bastant lent, situat en el rang de desenes de mil·lisegons.
Existeixen molts altres usos en els quals s'hi aplica la termografia. Per exemple, els bombers la fan servir per veure a través del fum, trobar persones i localitzar els punts calents dels incendis. Amb imatges tèrmiques, els tècnics de manteniment de línies elèctriques poden localitzar les parts sobreescalfades, un clar indici de falla de funcionament, per tal d'evitar potencials riscos futurs. Quan l'aïllament tèrmic es torna defectuós, els treballadors en l'àmbit de la construcció poden veure les filtracions de calor per així trobar l'origen del problema i millorar l'eficiència de la refrigeració o la calefacció de l'aire condicionat.

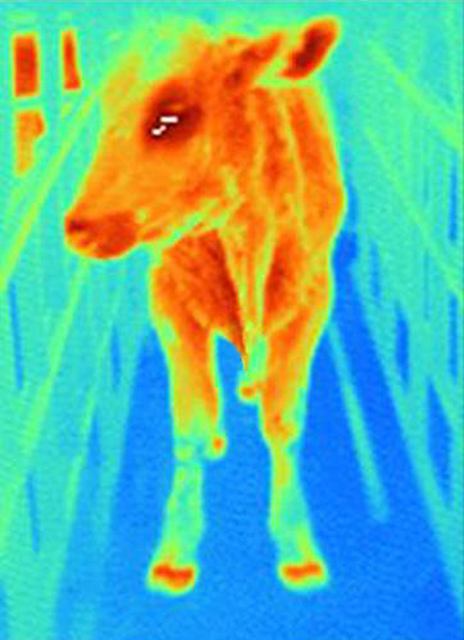
Les parts calentes poden indicar que la vaca està malalta.

Les càmeres d'imatge tèrmica també estan instal·lades en alguns cotxes de luxe per tal d'ajudar el conductor en la conducció nocturna (Visió nocturna automotriu), sent el primer el primer el Cadillac DeVille 2000.
Algunes activitats fisiològiques, especialment respostes com la febre, en l'ésser humà i altres animals de sang calenta es poden controlar també amb imatges tèrmiques. Les càmeres infraroges refrigerades es poden trobar en els principals telescopis d'investigació astronòmica, fins i tot en aquells que no són telescopis d'infrarojos.

## Tipus

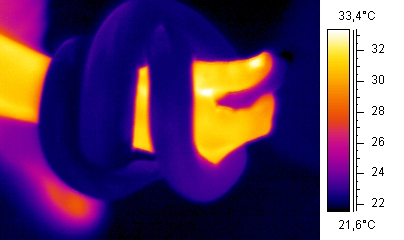
Imatge tèrmica d'una serp al voltant d'un braç.

Les càmeres tèrmiques es poden dividir en dos tipus: les que tenen detectors d'imatges infraroges refrigerats i les que tenen detectors no refrigerats.

### Detectors d'infrarojos refrigerats

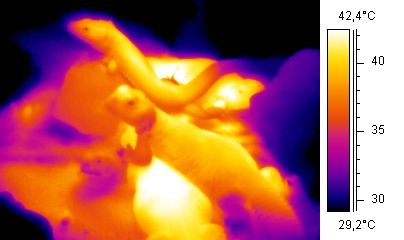
Imatge tèrmica on hi apareixen diverses sargantanes.

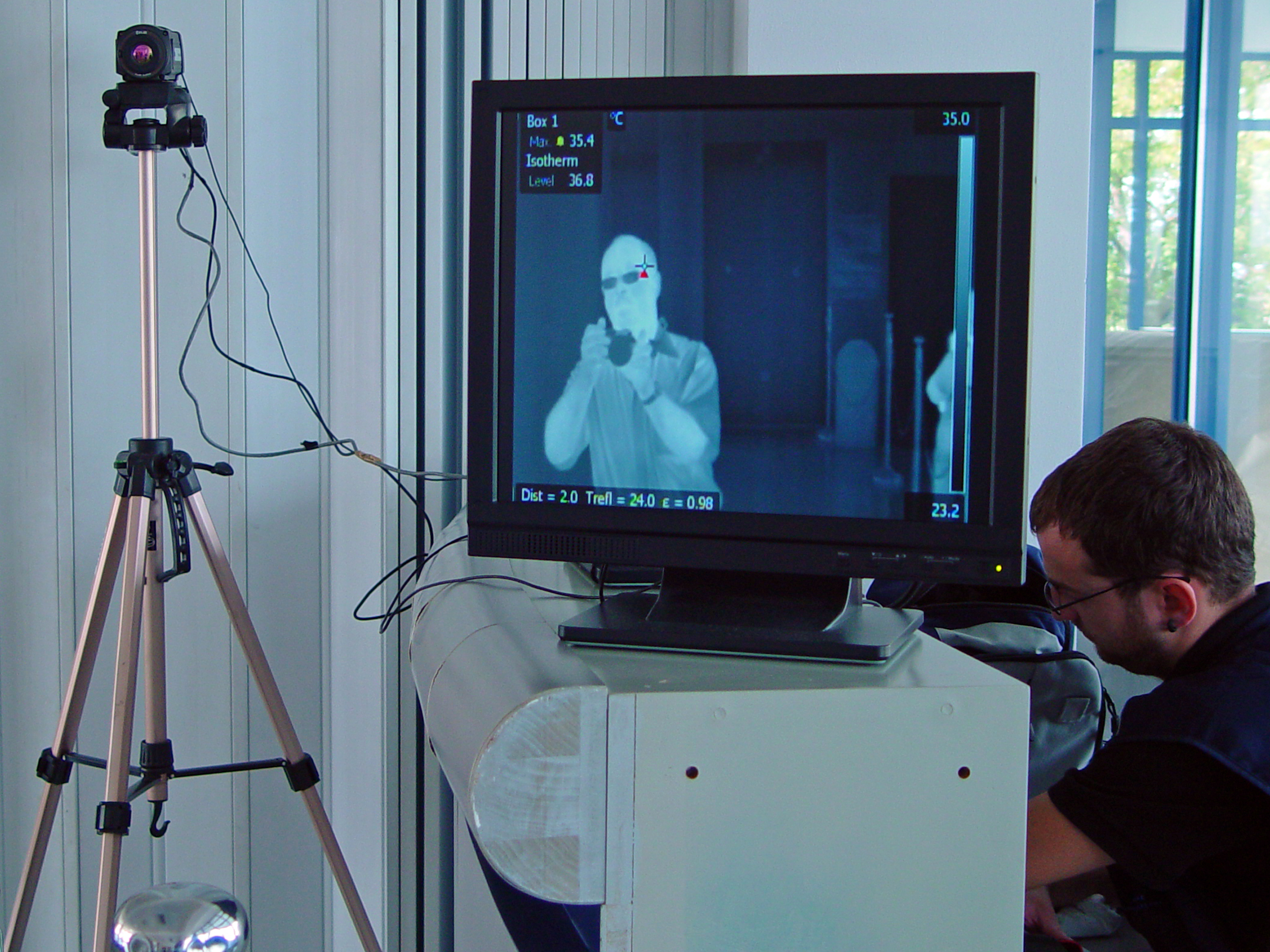
Càmera i pantalla d'imatge tèrmica, en una terminal d'un aeroport de Grècia. La imatge tèrmica pot detectar la febre, un dels signes d'infecció.

Els detectors refrigerats solen contenir-se en un recipient segellat o en un termo i són refrigerats criogèniament. El refredament és necessari per al funcionament dels materials semiconductors utilitzats. Les temperatures de funcionament típiques varien des de 4 K fins a la temperatura ambient, depenent de la tecnologia del detector. La majoria dels detectors refrigerats moderns operen en el rang de 60 K a 100 K, depenent del tipus i el nivell de rendiment.
Sense refredament, aquests sensors (que detecten i converteixen la llum de la mateixa manera que les càmeres digitals comunes, però estan fets de diferents materials) serien «encegats» o inundats per la seva pròpia radiació. Els inconvenients de les càmeres infraroges refrigerades són que són cares tant de produir com d'utilitzar. La refrigeració requereix molta energia i molt de temps.
La càmera pot necessitar diversos minuts per refredar-se abans de començar a ser utilitzada. Els sistemes de refrigeració més utilitzats són els criocoolers rotatius amb motor Stirling. Encara que l'aparell de refrigeració és comparativament voluminós i costós, les càmeres infraroges refrigerades proporcionen una qualitat d'imatge superior en comparació amb les no refrigerades.
A més, la major sensibilitat de les càmeres refrigerades permet també l'ús de lents de major nombre F, fent que les lents de llarga distància focals d'alt rendiment siguin més petites i més barates per als detectors refrigerats. Una alternativa als refrigeradors del motor Stirling és utilitzar gasos embotellats a alta pressió, sent el nitrogen una de les opcions més habituals. El gas a pressió s'expandeix a través d'un orifici de mida micro i es transmet a un intercanviador de calor en miniatura que resulta en un refredament regeneratiu a través de l'efecte Joule-Thomson. Per a aquests sistemes, el subministrament de gas a pressió és una de les principals preocupacions logístiques per l'ús del camp.
Hi ha una gamma molt variada de materials usats per a la detecció d'infraroigs refrigerada, d'entre els quals es troben fotoreceptors amb semiconductors com per exemple el sulfur de plom.
Els fotoreceptors d'infrarojos es poden crear amb estructures de semiconductors de banda alta, com en els infrarojos de Quantum.
Existeixen diverses tecnologies de bolòmetre refrigerat, sent aquests superconductors o no superconductors.

### Detectors d'infrarojos no refrigerats
Les càmeres tèrmiques sense refrigerar utilitzen un sensor que funciona a temperatura ambient, o un sensor estabilitzat a una temperatura propera a l'ambient mitjançant petits elements de control de temperatura. Els detectors moderns sense refrigerar utilitzen sensors que funcionen amb el canvi de resistència, tensió o corrent quan s'escalfa per radiació infraroja. Aquests canvis es mesuren i es comparen amb els valors a la temperatura de funcionament del sensor.
Els sensors d'infrarojos sense refrigerar es poden estabilitzar a una temperatura d'operació per reduir el soroll de la imatge, però no es refreden a temperatures baixes i no requereixen refrigeradors criogènics voluminosos, costosos, que consumeixen energia. Això fa que les càmeres infraroges siguin més petites i menys costoses. No obstant això, la seva resolució i qualitat d'imatge solen ser inferiors a la dels detectors refrigerats. Això es deu a diferències en els seus processos de fabricació, limitats per la tecnologia actualment disponible. Una càmera tèrmica sense refrigerar també ha de fer front a la seva pròpia font de calor.
Els detectors no refrigerats es basen majoritàriament en materials piroelèctrics i ferroelèctrics[8][8][./Thermographic_camera#cite_note-27 [27]] o en la tecnologia del microbolòmetre. El material s'utilitza per formar píxels amb propietats molt dependents de la temperatura, que estan aïllades tèrmicament de l'entorn i són llegides electrònicament.

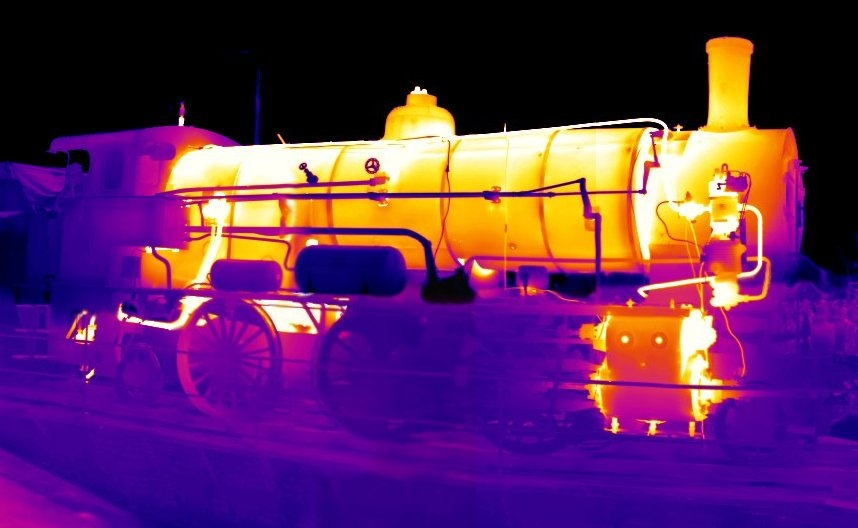
Imatge tèrmica d'una locomotora de vapor.

## Aplicacions

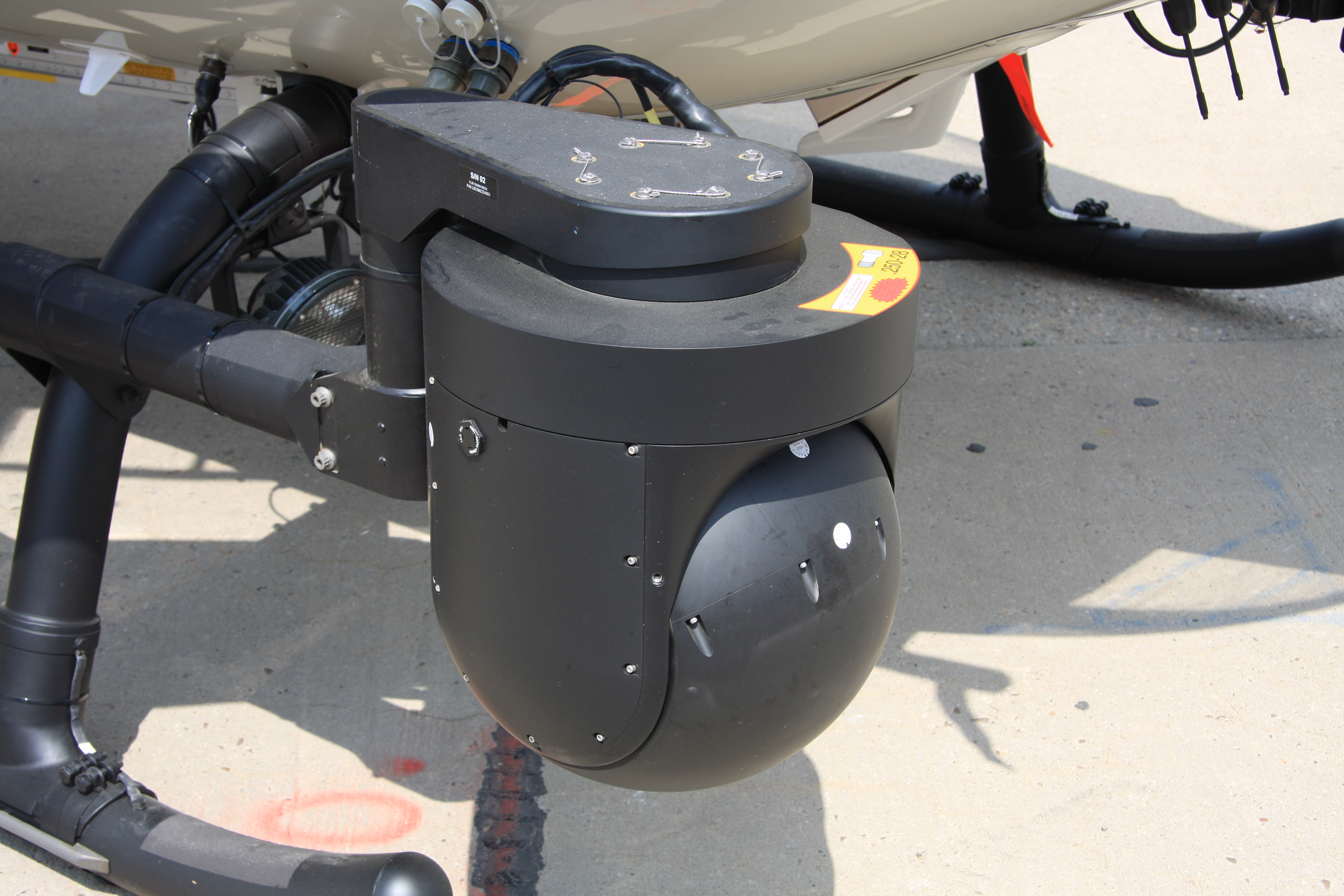
Càmera tèrmica instal·lada en un helicòpter Eurocopter EC135 de la Policia Federal d'Alemanya.

Originalment desenvolupades per a ús militar durant la Guerra de Corea, les càmeres tèrmiques han anat incorporant-se en altres camps tant variats com la medicina i l'arqueologia. Més recentment, la baixada de preus ha contribuït en l'augment de l'ús de tecnologia d'infrarojos. L'òptica avançada i les sofisticades interfícies de programari continuen millorant la versatilitat de les càmeres IR.
- Visió nocturna
- Inspecció d'edificis
- Diagnosis i troubleshooting
  - Auditoria energètica d'aïllaments d'edificis i detecció de fuites refrigerants
  - Inspecció de sostres
  - Detecció d'humitat en parets i sostres
  - Anàlisi estructural de parets de maçoneria
- Anti-terrorisme i aplicació de la llei
- Control de quarantena de visitants a un país
  - Detecció i adquisició d'objectius militars i policials: infraroig d'escombrat frontal i cerca i seguiment per infrarojos.
  - Monitorització de condició i vigilància
  - Vista tèrmica aplicada a les armes
- Recerca i operacions de rescat: Càmera tèrmica (bombers)
- Extinció d'incendis: Càmera tèrmica (bombers)Càmera tèrmica per bombers

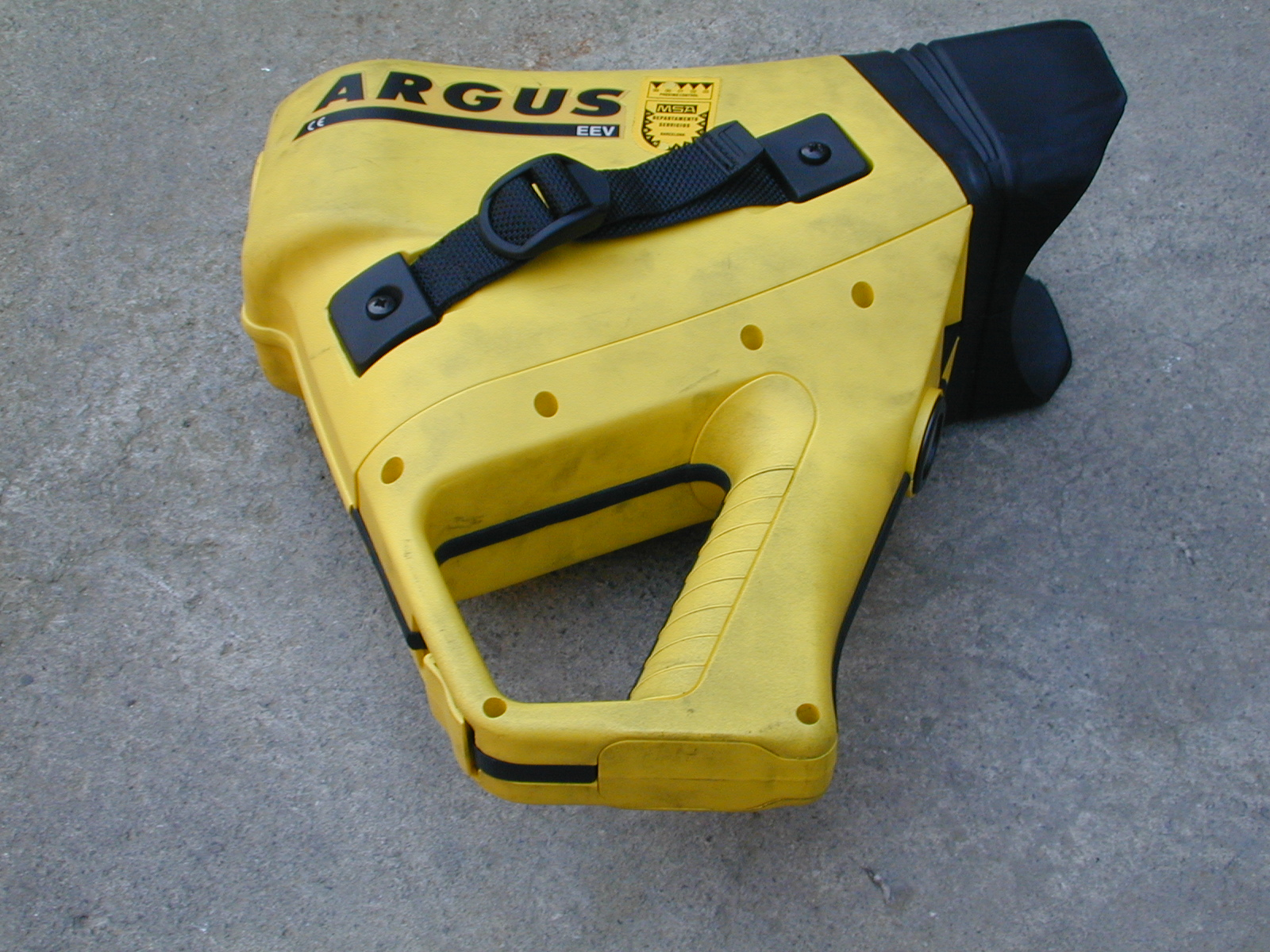
Càmera tèrmica per bombers

- Termografia aplicada a la medicina
  - Imatge tèrmica veterinària
- Control de processos de programes
  - Control de qualitat en entorns de producció
  - Manteniment predictiu (advertència de fracàs primerenca) en equipament mecànic i elèctric

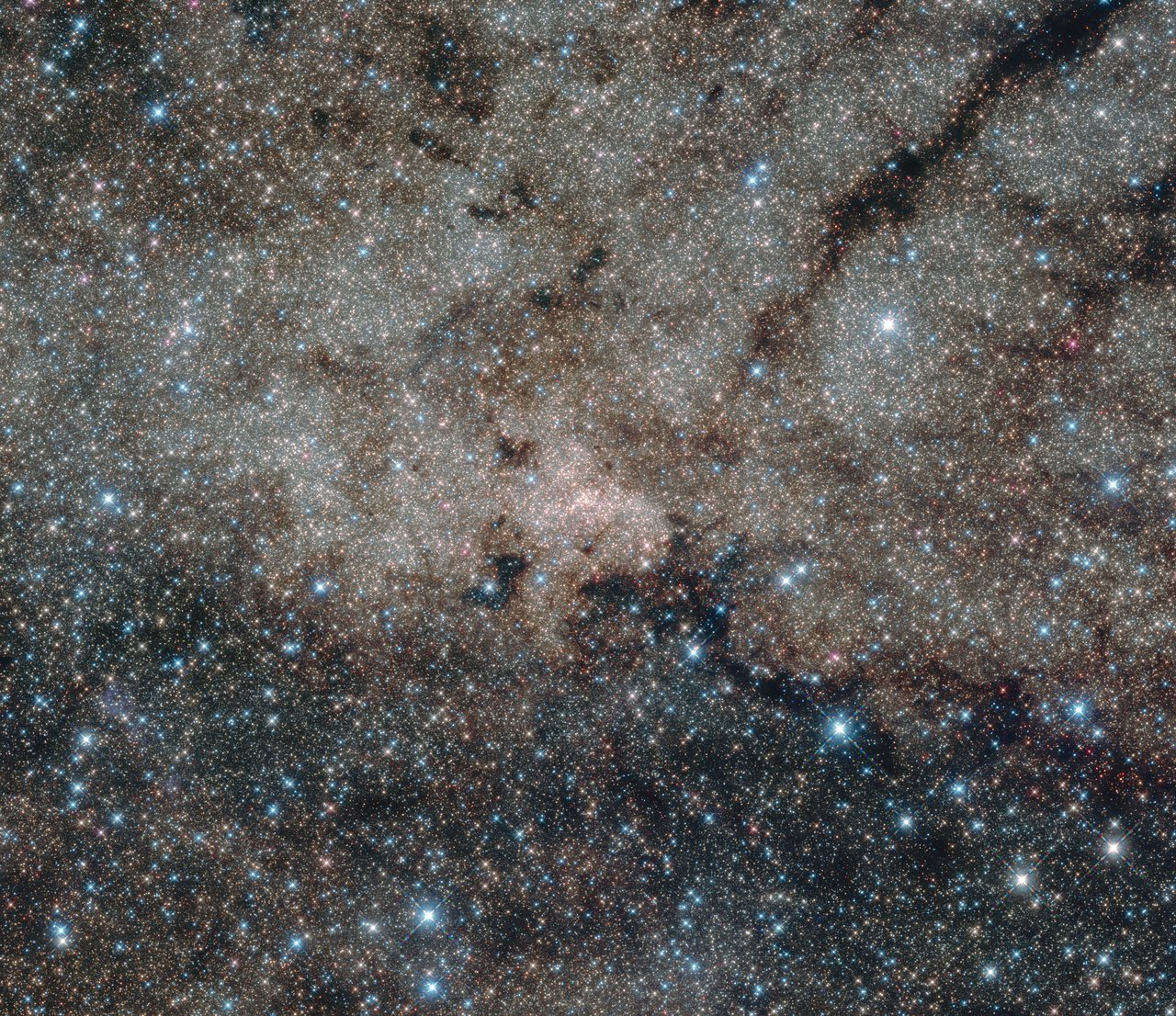
Imatge infraroja del centre galàctic feta pel Telescopi Hubble.

- Astronomia, en dispositius com el Telescopi Espacial Spitzer
- Visió nocturna automotriu
- Auditoria d'aïllament acústic per a la reducció de so
- Imatge química
- Monitorització del centre de dades[11]
- Diagnòstic i manteniment d'equips de distribució elèctrica, com ara panells de distribució
- Assajos no destructius
- Recerca i desenvolupament de productes nous
- Detecció d'efluents contaminants
- Localització de tombes no marcades
- Arqueologia aèria
- Investigació paranormal
- Detector de flames
- Meteorologia (les imatges tèrmiques dels satèl·lits meteorològics s'utilitzen per determinar la temperatura i/o alçada del núvol i les concentracions de vapor d'aigua, depenent de la longitud d'ona)
- Criquet

## Especificacions
Alguns paràmetres d'especificació d'un sistema de càmeres d'infrarojos són el nombre de píxels, els fotogrames per segon, la capacitat de resposta, la potència equivalent al soroll, la diferència de temperatura equivalent al soroll (NETD), la banda espectral, la relació de distància (D:S), la distància mínima d'enfocament, vida útil del sensor, la diferència de temperatura mínima resoluble (MRTD), el camp de visió, el rang dinàmic, la potència d'entrada i la massa i el volum.

## L'ús de la càmera tèrmica a Catalunya i Espanya
La càmera tèrmica a Catalunya i Espanya no ha estat gaire utilitzada al llarg del segle xx, però es tracta d'una tecnologia que progressivament s'està implementant en més àmbits i de diversos tipus. Tot i això, el seu ús està reduït principalment en àmbits laborals, sobretot en la investigació científica, en les forces de protecció civil, en els cossos de bombers i en les forces de seguretat.
En l'ús de la càmera tèrmica en l'àmbit de la investigació hi destaca la Universitat Politècnica de Catalunya, la qual utilitzà càmeres tèrmiques per a la investigació en el projecte NanoSat Lab. Pel que fa a l'ús de la càmera tèrmica en l'àmbit dels cossos de bombers, a Catalunya s'hi va instal·lar un sistema de detecció d'incendis al municipi de Vacarisses que incorporava una càmera tèrmica, sent aquesta càmera la primera en ser utilitzada en un sistema d'aquest tipus a Catalunya. Per altra banda, pel que fa a l'ús de la càmera tèrmica en l'àmbit dels cossos de bombers a la resta d'Espanya, al País Valencià s'hi destaca l'ús de drones que incorporen càmeres tèrmiques per lluitar contra els incendis i a la Comunitat de Madrid hi destaca l'ús d'una càmera tèrmica incorporada en un helicòpter que facilitarà la detecció d'incendis i les possibles persones o animals atrapats en l'incendi.
La seva compra i venda està legalitzada a l'Estat Espanyol i existeixen diverses distribuïdores que les venen.